# Audience royale de Séville

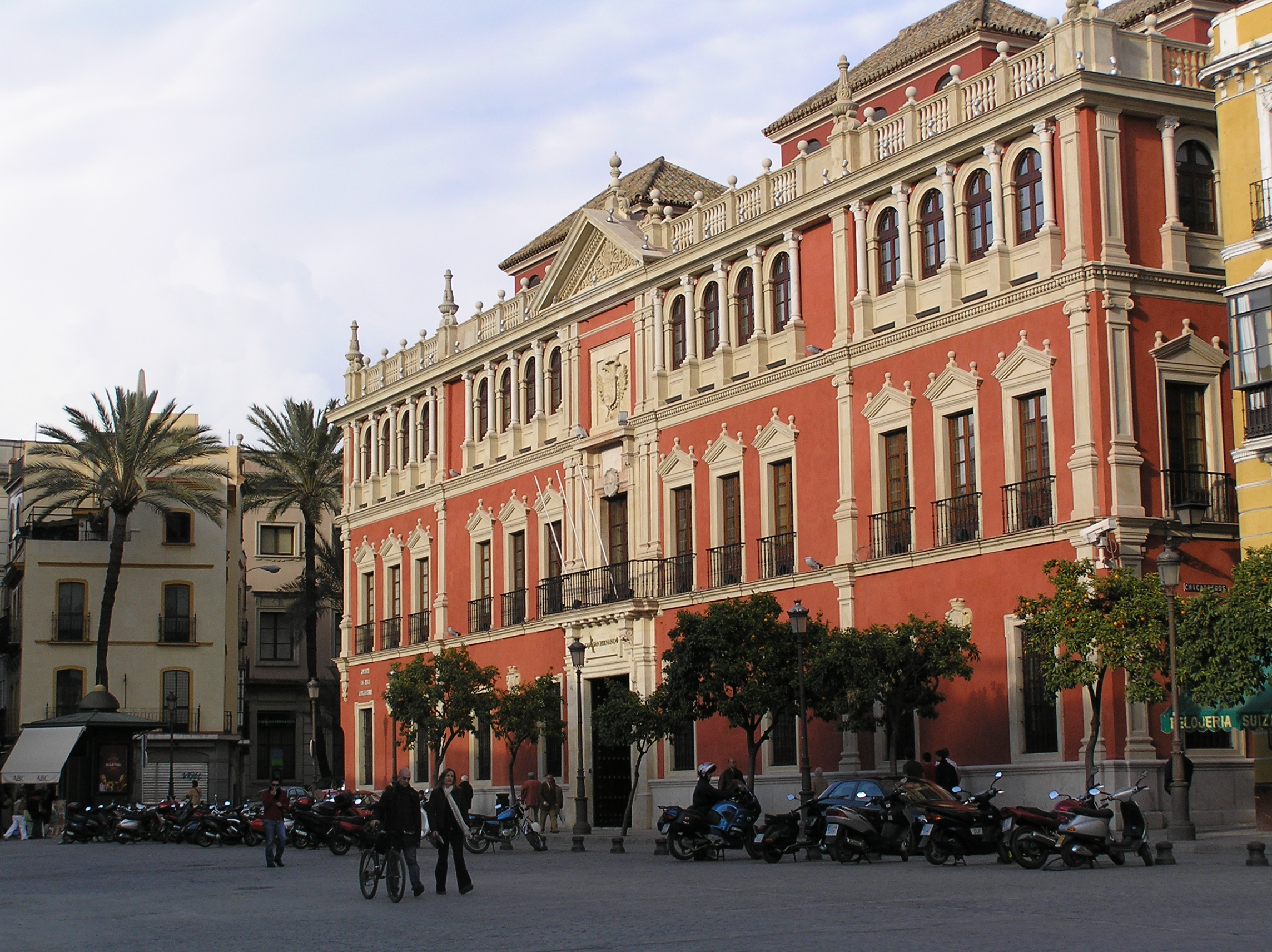
Façade de la Real Audiencia de Séville, piazza de San Francisco.

L'Audience royale (en espagnol Real Audiencia) de Séville était un organe judiciaire qui dépendait de la Couronne d'Espagne. Le siège se trouvait plaza de San Francisco à Séville. Le bâtiment qui hébergeait cette Audience Royale est actuellement le siège de la fondation Cajasol.

## Histoire
La Real Audiencia de Séville est formée en 1493. Charles Quint a approuvé ses premières ordonnances en 1525 et les deuxièmes en 1556. En 1566, ont été approuvées de nouvelles ordonnances, sous le règne de Felipe II. 

## Bâtiment
À ses débuts du XVIe siècle l'Audience avait son siège dans la Casa de Pilatos. À cette époque, elle a été déplacée à la Casa Cuadra, place de San Francisco.
L'actuel siège a été bâti, sur ordre de Philippe II, entre 1595 et 1597. En 1605, la mairie a proposé une rénovation de la façade pour une réforme urbanistique de la place de San Francisco, achevée en 1606. En 1818, a été placé un portail et un balcon dans le centre du bâtiment. En 1842 a  été installée une horloge sur la façade. L'édifice avait également une tour adjacente, qui fut supprimée en 1861. L'immeuble a été victime d'un incendie, le 6 août 1918. Il a été rénové, entre 1918 et 1923, par l'architecte Hannibal González qui s'est inspiré pour cela de l'Université d'Alcalá de Henares.
En 1970, elle a été transformée par Rafael Manzano Martos pour devenir le siège central de la Caisse d'épargne de San Fernando. Actuellement elle est le siège de la Fondation Cajasol.

## Collection artistique
La Fondation Cajasol possède une vaste collection de peinture, sculpture, gravures et meubles de plus de trois cents pièces, parmi lesquelles le portrait de l'archevêque Pedro de Urbina, par Murillo, l'œuvre anonyme du XVIIe siècle représentant le roi San Fernando. On trouve également des œuvres de peintres contemporains comme Alfonso Grosso, Carmen Laffón et Teresa Duclós. Dans la collection de tapisseries, il y a trois tapisseries baroques du XVIIe siècle, deux flamandes et une française.

## Galerie

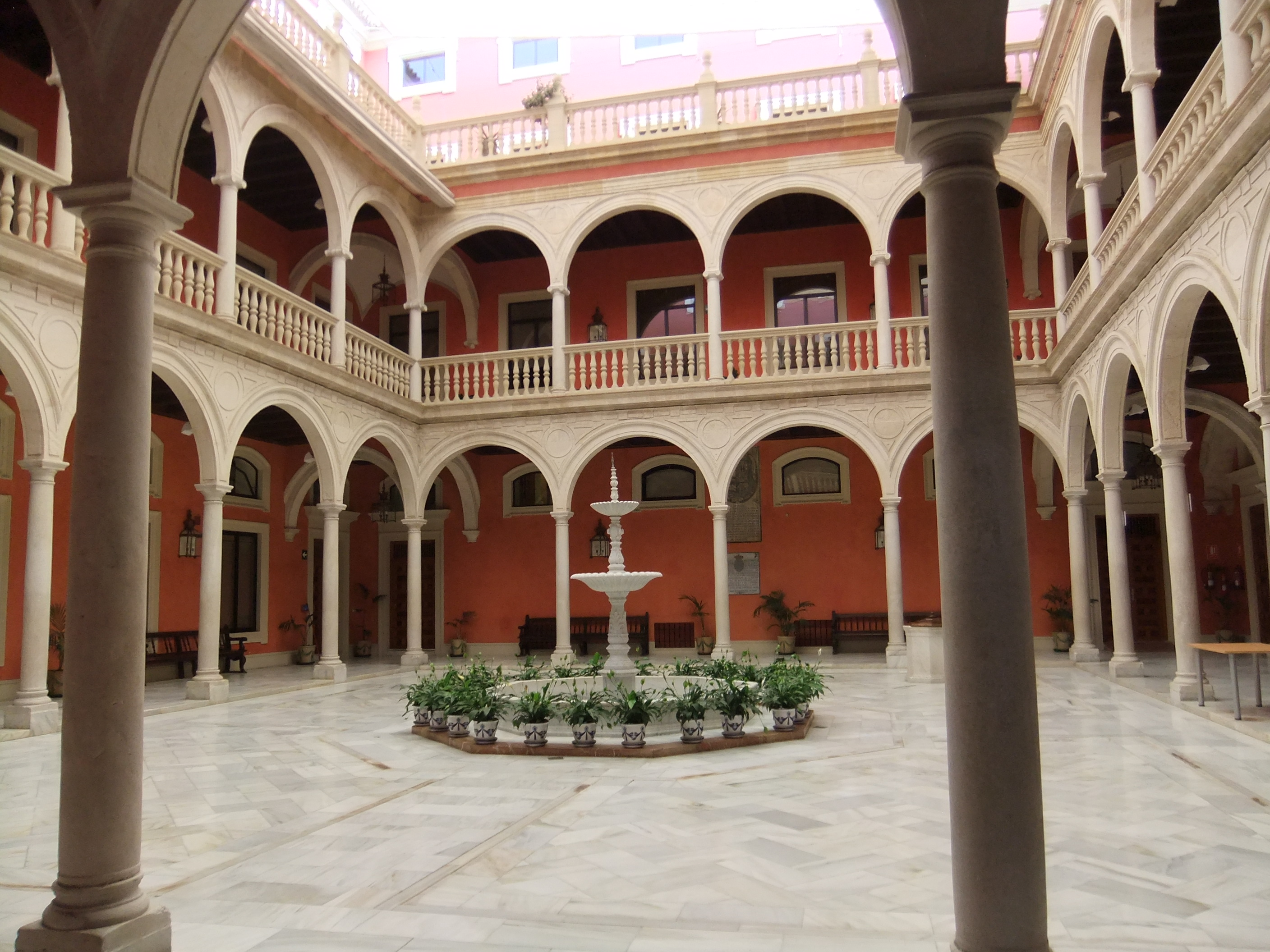
Cour intérieure.
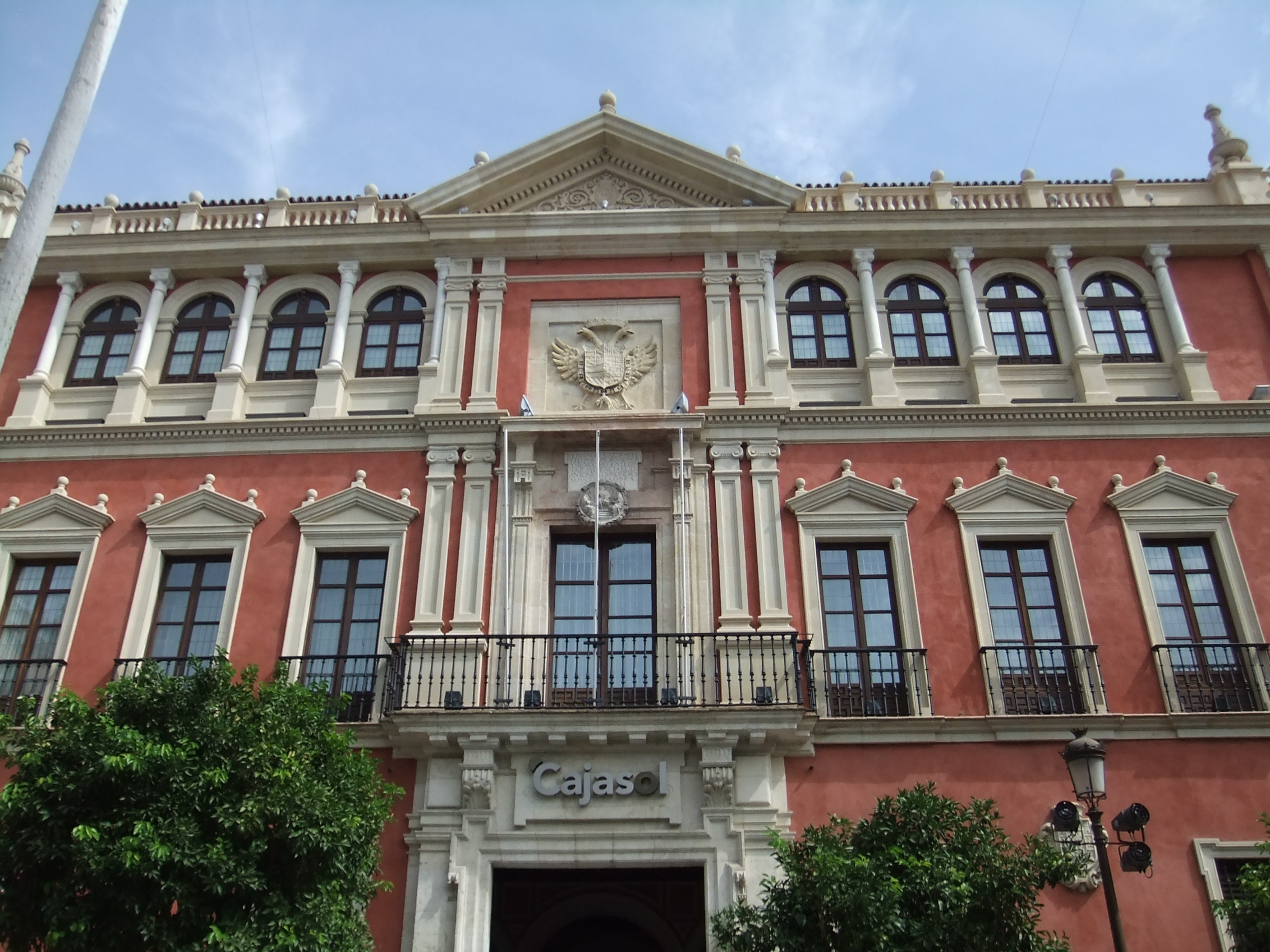
Façade principale.